# Automation (Zeitschrift)
automation informiert seit über 30 Jahren als anerkanntes Fachmagazin branchenübergreifend über alle Facetten der Fertigungs- und Prozessautomation sowie der elektrischen Automatisierungstechnik.
Im Mittelpunkt der anwendungsbezogenen Berichterstattung stehen beispielhafte Automatisierungslösungen – von der Feldebene über die Steuerungs- und Prozessebene bis zur Betriebsleit- und Unternehmensebene. Vor-Ort-Reportagen, verfahrens- und produkttechnische Neu- und Weiterentwicklungen, Markt- und Branchenanalysen, Unternehmensporträts und Interviews mit den Marktführern und Meinungsbildnern der Automatisierungsbranche geben den Lesern wichtige Impulse und Entscheidungshilfen für nachhaltige Investitionen. automation erscheint in einer Auflage von 20.500 Exemplaren achtmal jährlich im Verlag Henrich Publikationen GmbH, Gilching.

## Geschichte
Im Frühjahr 1983 erschien im Resch-Verlag, Gräfelfing, die erste  Ausgabe von Flexible Automation – als Ableger der Fachzeitschrift Flexible Fertigung. Erster Chefredakteur war Rolf Apitius.
1992 verkaufte Verleger Ingo Resch seinen Verlag mit den Fachtiteln an den Coburger Media Mail Verlag, eine Tochter der WEKA Holding. Aus Resch wurde der Resch Media Mail Verlag. Auf Rolf Apitius folgte im Frühjahr 1994 Michael Lind, der vom Verlag moderne Industrie aus Landsberg wechselte, als Chefredakteur. Unter ihm erfolgte die Ausrichtung der Flexible Automation als Branchenmagazin für anwendungsbezogene Automatisierungslösungen in der Industrie. Damit einher ging eine sukzessive Erweiterung der Themen und redaktionellen Inhalte. Im Herbst 2013 übernahm Joachim Vogl die Stelle des Chefredakteurs.
Aufgrund einer Entscheidung bei WEKA, sich von allen Fachzeitschriften für den Investitionsgüter-Sektor zu trennen, wurde Ende 1996 der Resch Media Mail Verlag aufgelöst und die Flexible Automation sowie die maschine + werkzeug an die Henrich Publikationen GmbH verkauft. Im Herbst 2002 wurde der Zeitschriftentitel in automation geändert.
Seit der Änderung des Layouts erscheint die Zeitschrift seit Mitte 2006 im A4-Plus-Format, mit neuem Logo.

## Sonderpublikationen
- automatica – im zweijährlichen Turnus eine Sonderausgabe zur gleichnamigen Fachmesse

## Vertrieb
Die automation wird an 20.500 Empfänger aus verschiedenen Wirtschaftszweigen verschickt. Die Steuerung des freien Wechselversands jeder Ausgabe der automation erfolgt anhand ihrer jeweiligen Schwerpunktthemen.

## Internet
Auf der Internetseite von automation findet der User vielfältige Lösungsansätze für seine täglichen Aufgabenstellungen, die weit über die Heftinhalte hinausreichen, zum Beispiel durch Anbieter-Content in Form von Whitepaper oder Videos. Zusätzlich exklusive Inhalte und individuelle Microsites bieten weiterführende Informationen. Ergänzend dazu liefert der wöchentliche Newsletter Hintergrundinformationen. Zudem sind alle seit 1997 in (Flexible) automation erschienenen Artikel elektronisch in einer Datenbank archiviert und über Schlag- und Stichwort- sowie Volltextsuche auffindbar.